# Jean Glapion
Jean Glapion, gelatiniseerd Johannes Glapio of Glapeus (La Ferté-Bernard, ca. 1460-1465 – Valladolid, 14 september 1522) was een Frans minderbroeder, theoloog, diplomaat en auteur. Hij was de biechtvader van keizer Karel V.

## Leven
Glapion was afkomstig uit het graafschap Maine. In het klooster van Le Mans werd hij minderbroeder, vermoedelijk conventueel. Hij zou theologie gestudeerd hebben in Parijs. Op zeker ogenblik werd hij observant en in 1510 verkreeg hij de post van gardiaan in Brugge, waar de huizen van observanten en conventuelen in rivaliteit leefden. Na een kerkelijk proces in Leuven haalde hij zijn slag thuis en werd de observantie op 30 oktober 1515 definitief geïntroduceerd in het Braambergklooster. In 1516 reisde hij naar Rome. Hij bewerkstelligde mee dat paus Leo X met de bul Ite et vos de leiding van de minderbroeders toevertrouwde aan de observanten. Daarop werd hij eerst provinciaal van Bourgondië en vervolgens benoemde het algemeen kapittel hem tot commissaris-generaal voor de ultramontaanse gebieden (alles buiten Italië). De nieuw opgerichte provincie Franciae Parisiensis verkoos hem op 17 juli 1519 tot minister-provinciaal.
In 1520 pakte Glapion aan het hof van de hertog van Lotharingen te Nancy uit met 46 vastenpreken waarin hij de mistoestanden in de Kerk scherp aanklaagde. Keizer Karel V koos hem tot biechtvader in opvolging van Jean Brisselot. Hij kreeg ook diplomatieke opdrachten en mocht deelnemen aan alle zittingen van de Raad van State. Deze zware verantwoordelijkheid bracht hem ertoe in 1521 het ambt van minister-provinciaal neer te leggen. Hij stond dicht bij Chièvres en werkte mee aan diens Fransgezinde politiek, maar zijn onderhandelingen met de diplomaat Barrois in april 1521 droegen geen vrucht. De keizer deed ook een beroep op Glapion voor de hertekening van de bisdommen in de Nederlanden, wat decennia later gestalte zou krijgen in Super Universas. Ook het derde terrein waarop hij werd ingezet, het verzoenen van Maarten Luther, bleek zeer netelig. Hij had sympathie voor de kerkkritiek van de Duitse monnik, maar de aanval vervat in De captivitate Babylonica ecclesiae ging hem te ver. In februari 1521 stuurde de keizer hem naar keurvorst Frederik III van Saksen om te onderhandelen over retractie, maar hij kreeg enkel zijn kanselier Gregor Brück te spreken. In april bood hij Luthers vertrouwelingen een private retractie aan, maar ook dit faalde. De reformator was uitgenodigd op de Rijksdag van Worms en wenste dit podium te gebruiken.
Glapion volgde de keizer naar Worms en op campagne. Hij werkte mee aan de veroordeling van Luther. Erna ontmoette hij Desiderius Erasmus in Brussel. De twee geestelijken raakten bevriend en begonnen een correspondentie waarvan alleen een brief van de Rotterdammer bewaard is. De keizerlijke biechtvader werd ook ingezet om Jacob Proost, de lutherse prior van de Antwerpse augustijnen, terug op het rechte pad te brengen. Hij bewoog hem tot een plechtige herroeping in februari 1522, maar later zou de prior vluchten. Ondertussen nam Glapion een radicale beslissing. Hij vroeg en bekwam pauselijke toelating om de missiezending naar Nieuw-Spanje te leiden, vooropgesteld door de breve Alias felicis. Hij nam ontslag uit zijn andere ambten en selecteerde met Francisco de los Ángeles Quiñónez vier broeders uit zijn orde, onder wie Pedro de Gante. Ze scheepten in naar Spanje en Glapion volgde in de zomer met de keizer. Dysenterie maakte echter een einde aan zijn plan en aan zijn leven. Hij overleed in het Santa Claraklooster van Valladolid.

## Geschriften
Glapion publiceerde in het Frans en Latijn, zowel verzen als proza. Van Le pèlerinage de la vie humaine van Guillaume de Diguileville maakte hij een prozabewerking onder de titel Passe-temps du pèlerin de vie humaine. In 1546 belandde een Nederlandse vertaling ervan postuum op de Index van Leuven. Ook op de verbodslijst van inquisiteur-generaal Valdéz uit 1559 kwam hij voor.
De 48 vastenpreken die hij in 1520 gaf te Nancy, zijn bewaard in handschriftvorm. Zijn sermoen Contre les sorciers et les sorcières et ceux qui vont aux devins et devineresses is een goed voorbeeld van hoe de clerus heksen begon te zien als concurrenten op het sacrale domein.

## Voetnoten
1. ↑  Anna Dlabacova, "Transcending the Order: The Pursuit of Observance and Religious Identity Formation in the Low Countries, c. 1450-1500" in: Religious Orders and Religious Identity Formation, ca. 1420-1620, eds. B. Roest en J. Uphoff, 2016, p. 98
2. ↑  Een zuver tractaetken ghenaemt, Tijdcortijnghe der pelgrimagen des menschen levens, dat men broeder Jan Glapion toeschrijft
3. ↑  André Godin, "La société du XVIe siècle vue par J. Glapion (1460 ?-1522), frère mineur, confesseur de Charles Quint" in: Revue du Nord, 1964, nr. 182, p. 341-370. DOI:10.3406/rnord.1964.2505
4. ↑  Aline Goosens, "Législation contre l'hérésie et répression de la sorcellerie: Le cas des Pays-Bas méridionaux au tournant des XVIe et XVIIe siècles" in: Revue du Nord, p. 347-360. DOI:10.3917/rdn.395.0347

- Bibliothèque nationale de France: cb168441860 (data)
- Digitale Bibliotheek voor de Nederlandse Letteren: glap002
- Système universitaire de documentation: 196215978
- Virtual International Authority File: 4100148122898895200007